# Charles Samuel Keene

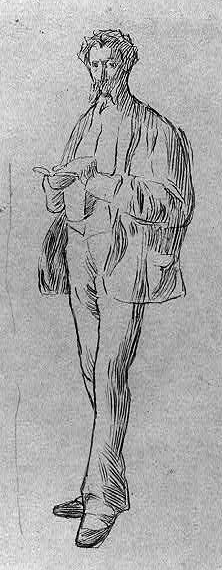
Zelfportret

Charles Samuel Keene (Hornsey, Londen, 10 augustus 1823 - aldaar, 4 januari 1891) was een Engels graficus en karikaturist.
Keene werkte eerst bij een advocatenbureau en vervolgens bij een architect. Hij voelde zich echter vooral aangetrokken tot de beeldende kunst. Vijf jaar lang, van 1842 tot 1847, was hij actief bij het bedrijf van de gebroeders Whymper om de houtsnijkunst te leren. In deze periode maakte hij onder andere illustraties voor een editie van Daniel Defoes Robinson Crusoe.
Keene verwierf grote bekendheid als illustrator van tijdschriften als The Illustrated London News (1847), Once a Week (1859) en vooral van Punch (1851 - 1890). Negen jaar na zijn debuut in het destijds toonaangevende satirische blad ging hij deel uitmaken van de permanente staf.
Keene was een wat teruggetrokken en enigszins verlegen man, die slechts een aantal vertrouwde vrienden had. Hij had een passie voor muziek, die hij ook zelf probeerde uit te oefenen. Hij bleef ongetrouwd en leefde vooral voor zijn kunst. Zijn illustraties, voornamelijk uitgevoerd in zwart-wit, tonen een humoristische en zacht-satirische kijk op het leven in de lagere en middenstandsklassen.